# Boğazlıyan
Boğazlıyan (armenisch Պողազլեան) ist eine Stadt und Hauptort des gleichnamigen Landkreises im Süden der türkischen Provinz Yozgat. Die Stadt vereint etwa die Hälfte der Bevölkerung des gleichnamigen Landkreises. Laut Stadtsiegel erhielt der Ort 1879 den Status einer Belediye (Gemeinde).

## Landkreis
Der Landkreis existierte schon bei Gründung der Türkischen Republik 1923. Er grenzt im Südosten an die Provinz Nevşehir und im Süden an die Provinz Kayseri. Die übrigen Grenzen bilden die Nachbarkreise Yenifakılı, Şefaatli, Yozgat (Merkez), Sarıkaya, Çayıralan sowie Çandır (von Westen beginnend im Uhrzeigersinn).
Neben der Kreisstadt besteht der Landkreis aus fünf weiteren Gemeinden (Belediye): Ovakent (2389), Sırçalı (1575), Uzunlu (1366), Yamaçlı (2622) und Yenipazar (1824 Einwohner). Des Weiteren existieren noch 22 Köy mit einer Gesamtbevölkerung von 5911 Einwohnern, was einem Anteil von ca. 17,4 % der Landkreisbevölkerung entspricht. Lediglich ein Dorf hat über 1000 Einwohner (Özler: 1002), weitere fünf Dörfer haben mehr Einwohner als der Durchschnitt (269 Einw.) Das Dorf Eğlence wurde 2018 ein Mahalle (Stadtviertel) der Stadt Yenipazar. Die Bevölkerungsdichte des Kreises liegt mit 22,5 Einw. je km² unter dem Provinzwert.

## Geschichte
Boğazlıyan wurde im 19. Jahrhundert durch die osmanische Verwaltung als Kasaba eingerichtet. Anfang des 20. Jahrhunderts befanden sich im Ort die Kirchen Surp Minas und Asdvadzadzin.
Stadt und Landkreis waren noch Anfang des 20. Jahrhunderts ca. zur Hälfte von Armeniern besiedelt.
Unter der Ägide des damaligen Kaymakam Mehmed Kemâl fiel die armenische Bevölkerung Boğazlıyans dem Völkermord an den Armeniern zum Opfer.

## Söhne und Töchter der Stadt
- Ali Türkan (* 1987), Fußballtorhüter